# Episodi di Street Football - La compagnia dei Celestini (terza stagione)
La terza stagione della serie animata Street Football - La compagnia dei Celestini è stata trasmessa in Italia nel 2010.
| N° | Titolo italiano                 | Prima TV Italia |
| -- | ------------------------------- | --------------- |
| 1  | Si ricomincia                   | 2010            |
| 2  | Alter Ego                       | 2010            |
| 3  | I Giocolieri del Circo          | 2010            |
| 4  | Il Sesto Sai Sai                | 2010            |
| 5  | Uno scomodo numero otto         | 2010            |
| 6  | Celestini o Carlomagno?         | 2010            |
| 7  | Il ritorno dei Megakiller       | 2010            |
| 8  | Capitano Jeremy                 | 2010            |
| 9  | Una ragazza diversa dalle altre | 2010            |
| 10 | Non vale barare                 | 2010            |
| 11 | Samira prende il largo          | 2010            |
| 12 | Sparita                         | 2010            |
| 13 | Un nuovo sindaco?               | 2010            |
| 14 | Le regole sono le regole        | 2010            |
| 15 | In crociera con Nico            | 2010            |
| 16 | Benvenuti a Tunisi              | 2010            |
| 17 | Diva                            | 2010            |
| 18 | Il segreto di Atsuko            | 2010            |
| 19 | Un mister per i Celestini       | 2010            |
| 20 | I Faraoni del Nilo              | 2010            |
| 21 | Scritto nelle stelle            | 2010            |
| 22 | Storie di fantasmi              | 2010            |
| 23 | Un passato difficile            | 2010            |
| 24 | Paura di perdersi               | 2010            |
| 25 | Lo spirito vincente             | 2010            |
| 26 | Celestini per sempre            | 2010            |